# Black Lips
Black Lips (en español: Labios Negros) es una banda estadounidense de garage rock, originaria de Georgia, Atlanta; formada en 1999.
Entre sus influencias, se encuentran: GG Allin, The Kinks, 13th Floor Elevators, Jacques Dutronc, Los Saicos, The Troggs, Love, entre otros.

## Discografía

### Álbumes de estudio
- Black Lips! - 2003 (Bomp! Records)
- We Did Not Know the Forest Spirit Made the Flowers Grow - 2004 (Bomp! Records)
- Let It Bloom - 2005 (In The Red Records)
- Good Bad Not Evil - 2007 (Vice Records)
- 200 Million Thousand - 2009 (Vice Records)
- Arabia Mountain - 2011 (Vice Records)
- Underneath the Rainbow - 2014 (Vice Records)  Billboard 200 # 143
- Satan's Graffiti or God’s Art? - 2017 (Vice Records)

### Álbumes en vivo
- Live @ WFMU - 2005 (Dusty Medical Records)
- Los Valientes del Mundo Nuevo - 2007 (Vice Records)
- Live At Third Man Records - 2012 (Third Man Records)

### Sencillos
- "Ain't Comin' Back" 7" - 2002 (Die Slaughterhaus)
- "Freakout" 7" - 2002 (The Electric Human Project)
- "Ain't Comin' Back" 7" - 2003 (Munster Records)
- "Live at the Jam Club" 7" - 2004 (Shake Your Ass Records)
- "Does She Want" 7" - 2005 (Slovenly Records)
- "In and Out" 7" - 2005 (Slovenly Records)
- "Born to Be a Man" 7" - 2005 (Varmint Records)
- "Party at Rob's House" 7" - 2006 (Rob's House Records)
- "Born to Be a Man" 7" - 2006 Re-release with different cover (Bachelor Records)
- "Not a Problem" 7" - 2007 (Vice Records UK)
- "Cold Hands" 7" - 2007 (Vice Records UK)
- "O Katrina!" 7" - 2007 (Vice Records UK)
- "Veni Vidi Vici" 7" - 2007 (Vice Records UK)
- "O Katrina! Australian Tour" 7" - 2007 (Juvenile Records)
- "Bad Kids / Leroy Faster" 7" - 2008 (Vice Records UK)
- "Short Fuse" 7" - 2009 (Vice Records UK)
- "I'll Be With You" 7" - 2009 (Vice Records UK)
- "Disconnection/99 Victs" 7" - 2009 (Sub Pop Records Singles Club)
- "Drugs" 7" - (Vice Records UK)
- "Before You Judge Me" - (adult swim singles)
- "Modern Art" - 2011 (Vice Records)
- "Family Tree" - 2011[2]
- "Sick of You" - 2012 (Vice Records)

### Splits
- "Black Stereo/Dirt Mono" - 2006 (con The Dirtbombs) (Cass Records)
- "What To Do/Factory Girl" - (con The Demon's Claws) (Norton Records)
- "Fader" = 2007 split (con Yacht)
- "Christmas in Baghdad/Plump Righteous" - 2007 (con The King Khan & BBQ Show) (Norton Records)
- "Whirlyball" - 2007 (con Baby Shakes, Gentleman Jesse & His Men and Coffin Bound) (Chunklet Magazine)
- "Live at the Clermont Lounge" - 2008 (com The Subsonics) (Rob's House Records)
- "MIA/Day Turns To Night/The Rest Of My Days/Little Prince - 2008 (con The Carbonas, Gentleman Jesse & His Men and Predator) (Rob's House Records)
- "Best Napkin I Ever Had/The Doorway" - 2010 (con Pierced Arrows)